# Liste der brasilianischen Botschafter in Bolivien
Die brasilianische Botschaft befindet sich in La Paz.
| Ernannt/Akkreditiert | Name                                     | Bemerkungen | ernannt von                          | akkreditiert bei               | Posten verlassen |
| -------------------- | ---------------------------------------- | --- | ------------------------------------ | ------------------------------ | ---------------- |
| 1. Jan. 1900         | Eduardo Felix de Simões Lisboa           | außerordentlicher Gesandter und Ministre plénipotentiaire | Manuel Ferraz de Campos Sales        | José Manuel Pando Solares      | 16. Juni 1904    |
| 1904                 | Antônio do Nascimento Feitosa            | Geschäftsträger | Francisco de Paula Rodrigues Alves   | Ismael Montes                  | 1906             |
| 1906                 | Armindo de Mello Franco                  | Geschäftsträger | Afonso Augusto Moreira Pena          | Ismael Montes                  | 1907             |
| 2. Juni 1907         | Antônio do Nascimento Feitosa Rinaldo    | außerordentlicher Gesandter und Ministre plénipotentiaire | Afonso Augusto Moreira Pena          | Ismael Montes                  | 21. Jan. 1915    |
| 22. Jan. 1915        | Rinaldo de Lima e Silva                  | außerordentlicher Gesandter und Ministre plénipotentiaire | Venceslau Brás Pereira Gomes         | Ismael Montes                  | 27. März 1919    |
| 1919                 | Antônio Camilo de Oliveira               | Geschäftsträger | Epitácio da Silva Pessoa             | José María Escalier            | 1921             |
| 1921                 | Jarbas Loreti da Silva Lima              | Geschäftsträger | Epitácio da Silva Pessoa             | Bautista Saavedra Mallea       |                  |
| 7. Okt. 1921         | Luíz de Lima e Silva                     | außerordentlicher Gesandter und Ministre plénipotentiaire | Epitácio da Silva Pessoa             | Bautista Saavedra Mallea       | 8. Juni 1922     |
| 1922                 | Felix Bocayuva                           | Geschäftsträger | Artur da Silva Bernardes             | Bautista Saavedra Mallea       | 1924             |
| 1924                 | Felipe de Silviano Brandâo               | Geschäftsträger | Artur da Silva Bernardes             | Bautista Saavedra Mallea       | 1925             |
| 1925                 | Americo de Galvâo Bueno                  | Geschäftsträger | Artur da Silva Bernardes             | Felipe Segundo Guzman          | 1926             |
| 3. Sep. 1926         | Frederico de Castelo Branco Clark        | außerordentlicher Gesandter und Ministre plénipotentiaire | Washington Luís Pereira de Sousa     | Hernando Siles Reyes           | 1. Feb. 1928     |
| Feb. 1928            | Oswaldo Furst                            | Geschäftsträger | Washington Luís Pereira de Sousa     | Hernando Siles Reyes           | Sep. 1929        |
| 29. Sep. 1929        | Lucilio Antônio da Cunha Bueno           | außerordentlicher Gesandter und Ministre plénipotentiaire | Washington Luís Pereira de Sousa     | Hernando Siles Reyes           | 1. Okt. 1930     |
| Okt. 1930            | Jorge Latour                             | Geschäftsträger | Getúlio Vargas                       | Daniel Salamanca Urey          | Sep. 1931        |
| 16. Sep. 1931        | Samuel de Souza Leão Gracie              | außerordentlicher Gesandter und Ministre plénipotentiaire | Getúlio Vargas                       | Daniel Salamanca Urey          | 6. Apr. 1934     |
| 1934                 | Altamir de Moura                         | Geschäftsträger | Getúlio Vargas                       | José Luis Tejada Sorzano       |                  |
| 16. Juli 1934        | Mário de Pimentel Brandão                | außerordentlicher Gesandter und Ministre plénipotentiaire | Getúlio Vargas                       | José Luis Tejada Sorzano       | 12. Okt. 1934    |
| 1934                 | Sylvio Ribeiro de Carvalho               | Geschäftsträger | Getúlio Vargas                       | José Luis Tejada Sorzano       |                  |
| 22. Okt. 1934        | Octaviao Fialho                          | außerordentlicher Gesandter und Ministre plénipotentiaire | Getúlio Vargas                       | José Luis Tejada Sorzano       | 31. März 1936    |
| 1. Mai 1936          | Ciro de Freitas Vale                     | außerordentlicher Gesandter und Ministre plénipotentiaire | Getúlio Vargas                       | José David Toro Ruilova        | 22. Jan. 1937    |
| Apr. 1936            | João de Carvalho de Moraes               | Geschäftsträger | Getúlio Vargas                       | José David Toro Ruilova        | Dez. 1936        |
| 15. Feb. 1937        | Gastão Paranhos do Rio Branco            | außerordentlicher Gesandter und Ministre plénipotentiaire | Getúlio Vargas                       | Germán Busch Becerra           | 14. Jan. 1938    |
| 1938                 | Jacome Baggi de Berenguer César          | Geschäftsträger (* 1893; † 1957) | Getúlio Vargas                       | Germán Busch Becerra           |                  |
| 5. Juni 1938         | Antônio Camilo de Oliveira               | außerordentlicher Gesandter und Ministre plénipotentiaire | Getúlio Vargas                       | Germán Busch Becerra           | 3. Nov. 1939     |
| Feb. 1938            | Jacome Baggi de Berenguer César          | Ministre plénipotentiaire | Getúlio Vargas                       | Germán Busch Becerra           | Juli 1938        |
| 1939                 | Luiz Augosto Blake de Alencastro         | Geschäftsträger | Getúlio Vargas                       | Carlos Quintanilla Quiroga     |                  |
| 12. Dez. 1939        | Carlos Maximiano de Figueiredo           | außerordentlicher Gesandter und Ministre plénipotentiaire | Getúlio Vargas                       | Carlos Quintanilla Quiroga     | 31. Jan. 1941    |
| Jan. 1939            | Antonio Camillo de Oliveira              | | Getúlio Vargas                       | Carlos Quintanilla Quiroga     | Nov. 1939        |
| Dez. 1940            | Carlos Maximiano de Figueiredo           | Ministro do Brasil | Getúlio Vargas                       | Enrique Peñaranda del Castillo | Jan. 1941        |
| 1941                 | Luiz Augusto Bloke de Alencastro         | Geschäftsträger | Getúlio Vargas                       | Enrique Peñaranda del Castillo |                  |
| 19. Juli 1941        | Lafayette de Carvalho e Silva            | | Getúlio Vargas                       | Enrique Peñaranda del Castillo | 2. Feb. 1945     |
| 1945                 | Luis Leivas Bastian Pinto                | Geschäftsträger | José Linhares                        | Gualberto Villarroel López     |                  |
| 5. Okt. 1945         | Renato de Lacerda Lago                   | | José Linhares                        | Gualberto Villarroel López     | 11. Juli 1947    |
| 1947                 | Theodomiro Tostes                        | Geschäftsträger | Eurico Gaspar Dutra                  | Enrique Hertzog                |                  |
| 14. Sep. 1947        | Paulo Demôro                             | | Eurico Gaspar Dutra                  | Enrique Hertzog                | 27. Jan. 1952    |
| 1952                 | Manuel Emilio Pereira Guilhon            | Geschäftsträger | Getúlio Vargas                       | Hernán Siles Zuazo             |                  |
| 3. Apr. 1952         | Hugo Manhães Bethlem                     | | Getúlio Vargas                       | Hernán Siles Zuazo             | 27. Apr. 1954    |
| 1954                 | Paulo Padilha Vidal                      | Geschäftsträger | João Café Filho                      | Hernán Siles Zuazo             |                  |
| 9. Mai 1954          | Alvaro Teixeira Soares                   | | João Café Filho                      | Hernán Siles Zuazo             | 24. Juni 1956    |
| 1958                 | David Silveira de Motta Júnior           | Geschäftsträger | Juscelino Kubitschek                 | Hernán Siles Zuazo             |                  |
| 25. Okt. 1958        | Glauco Ferreira de Souza                 | | Juscelino Kubitschek                 | Hernán Siles Zuazo             | 21. März 1959    |
| 1959                 | Marcel Dezon Costa Hasslocher            | Geschäftsträger | Juscelino Kubitschek                 | Hernán Siles Zuazo             |                  |
| Apr. 1959            | Mario Antonio de Pimentel Brandão        | Geschäftsträger | Juscelino Kubitschek                 | Hernán Siles Zuazo             | Jan. 1962        |
| 1960                 | Sérgio de Champerbaud Weguelln Vieira    | Geschäftsträger | Juscelino Kubitschek                 | Víctor Paz Estenssoro          |                  |
| 1960                 | Manuel Antônio Maria de Pimentel Brandão | Geschäftsträger | Juscelino Kubitschek                 | Víctor Paz Estenssoro          | 1961             |
| 1961                 | Sérgio de Champerbaud Weguelin Vieira    | Geschäftsträger | Jânio Quadros                        | Víctor Paz Estenssoro          |                  |
| 1961                 | Manoel Antônio Maria de Pimentel Brandão | Geschäftsträger | Jânio Quadros                        | Víctor Paz Estenssoro          | 1962             |
| 1962                 | Joaquim do Amazonas Mac Dowell           | Geschäftsträger | João Goulart                         | Víctor Paz Estenssoro          |                  |
| 2. Apr. 1962         | Arnaldo Vasconcellos                     | | João Goulart                         | Víctor Paz Estenssoro          | 12. Aug. 1964    |
| Aug. 1964            | Ivan Velloso da Silveira Batalha         | Geschäftsträger | João Goulart                         | Víctor Paz Estenssoro          | Mai 1965         |
| 10. Mai 1965         | Lauro Escorel Rodrigues de Moraes        | | Humberto Castelo Branco              | Alfredo Ovando Candia          | 25. Nov. 1967    |
| 1967                 | Regis Novaes de Oliveira                 | Geschäftsträger | Artur da Costa e Silva               | Alfredo Ovando Candia          |                  |
| 1968                 | Luiz Orlando Carona Gélio                | Geschäftsträger | Artur da Costa e Silva               | Alfredo Ovando Candia          |                  |
| 1968                 | Sérgio Tutiklan                          | Geschäftsträger | Artur da Costa e Silva               | Alfredo Ovando Candia          |                  |
| 28. Feb. 1968        | Luíz Orlando Carone Gélio                | Geschäftsträger | Artur da Costa e Silva               | Alfredo Ovando Candia          | 24. Jan. 1969    |
| 25. Jan. 1969        | Alberto Raposo Lopes                     | | Emílio Garrastazu Médici             | Luis Adolfo Siles Salinas      | 28. Feb. 1971    |
| 11. März 1971        | Cláudio Garcia de Souza                  | | Emílio Garrastazu Médici             | Hugo Banzer Suárez             | 30. Apr. 1976    |
| 3. Jan. 1975         | Cláudio Garcia de Souza                  | | Ernesto Geisel                       | Hugo Banzer Suárez             | 20. Juni 1975    |
| 21. Juni 1975        | Carlos Luzilde Hildebrandt               | Geschäftsträger | Ernesto Geisel                       | Hugo Banzer Suárez             | 17. Juli 1975    |
| 18. Juli 1975        | Cláudio Garcia de Souza                  | | Ernesto Geisel                       | Hugo Banzer Suárez             | 3. Okt. 1975     |
| 4. Okt. 1975         | Osmar Vladimir Chohfi                    | Geschäftsträger | Ernesto Geisel                       | Hugo Banzer Suárez             | 17. Okt. 1975    |
| 18. Okt. 1975        | Cláudio Garcia de Souza                  | | Ernesto Geisel                       | Hugo Banzer Suárez             | 3. Dez. 1975     |
| 4. Dez. 1975         | Osmar Vladimir Chohfi                    | Geschäftsträger | Ernesto Geisel                       | Hugo Banzer Suárez             | 31. Dez. 1975    |
| 10. Juli 1976        | Sizínio Pontes Nogueira                  | | Ernesto Geisel                       | Hugo Banzer Suárez             | 18. Dez. 1979    |
| 1. März 1980         | Affonso Arinos de Mello-Franco           | | João Baptista de Oliveira Figueiredo | Luis García Meza Tejada        | 20. Dez. 1982    |
| 29. Jan. 1983        | João Tabajara de Oliveira                | | João Baptista de Oliveira Figueiredo | Guido Vildoso Calderón         | 8. Feb. 1986     |
| 6. März 1986         | Luiz Orlando Carone Gélio                | | José Sarney                          | Víctor Paz Estenssoro          | 4. Juli 1992     |
| 9. Juli 1992         | André Guimarães                          | | Itamar Franco                        | Jaime Paz Zamora               | 14. Mai 1995     |
| 25. Juni 1995        | Marco César Meira Naslausky              | (* 18. Dezember 1940 in Rio de Janeiro) 1979–1984 zeitweise Geschäftsträger in Washington D.C., 1990–1992 Botschafter in Brüssel, 1992 Generalkonsul in New York City, 1998–2000: Botschafter beim Heiligen Stuhl, 2003 Botschafter in Kopenhagen, ab 2004 auch in Vilnius | Fernando Henrique Cardoso            | Gonzalo Sánchez de Lozada      | Aug. 1998        |
| 18. Sep. 1998        | Stelio Marcos Amarante                   | | Fernando Henrique Cardoso            | Hugo Banzer Suárez             | 10. Feb. 2003    |
| 23. Juli 2003        | Antonino Lisboa Mena Gonçalves           | | Luiz Inácio Lula da Silva            | Carlos Mesa                    | 9. Sep. 2006     |
| 25. Nov. 2006        | Frederico Cezar de Araujo                | | Luiz Inácio Lula da Silva            | Evo Morales                    | 5. Okt. 2010     |
| 17. Nov. 2010        | Marcel Fortuna Biato                     | 14. Sep. 2006 Botschafter in Havanna | Luiz Inácio Lula da Silva            | Evo Morales                    | 25. Juni 2013    |
| 25. Juni 2013        | Eduardo Sablona                          | Geschäftsträger | Dilma Rousseff                       | Evo Morales                    |                  |
| 25. Juni 2013        | Raymundo Santos Rocha Magno              | | Dilma Rousseff                       | Evo Morales                    |                  |